# Hóstia (gens)
Hóstia (Hóstia) era uma obscura família plebeia em Roma Antiga. Poucos membros desta gens são mencionados por escritores romanos, dos quais o mais conhecido é o poeta Hóstio, mas muitos mais são conhecidos a partir de inscrições.

## Origem
O nomen Hóstio é um sobrenome patronímico derivado do antigo prenome romano Hosto, que também deu origem ao nomen Hostílio. É uma gentilícia geralmente classificada como de origem romana, ou que são encontrados em Roma, e não podem ser mostrados como tendo vindo de qualquer outro lugar.

## Prenomes
Os principais prenomes dos Hóstios eram Caio, Marco e Quinto, entre os nomes mais comuns em todos os períodos da história romana. Existem múltiplos exemplos de outros nomes comuns, incluindo Públio e Lúcio, mas indivíduos Hóstios às vezes usavam prenomes mais distintivos, incluindo Décimo, Numério e Tibério.

## Ramos e cognomina
Os Hóstios conhecidos por epigrafia não parecem ter usado quaisquer cognomina hereditários, e podem não ter sido divididos em famílias distintas. No entanto, pessoas com este nome parecem ter se estabelecido em Casilino na Campânia até o final do século II a.C., e posteriormente um número viveu em Putéolos. A maioria das inscrições desta gens é de Roma, Lácio e Campânia.

## Membros
- Hóstio, autor do poema Bellum Histricum, sobre a Terceira Guerra Ilíria. O poema foi perdido, exceto por algumas linhas citadas por Festo, Macróbio e Mário Sérvio Honorato. O período ao qual Hóstio pertence é muito incerto, exceto que ele viveu antes de Virgílio; mas devido à relativa obscuridade da guerra, ele pode ter estado vivo na época em que ocorreu a guerra.[4][5][6][7][1]
- Tibério Hóstio, um dos construtores de um anfiteatro em Casilino na Campânia, de acordo com uma inscrição datada entre 108 e 105 a.C.
- Quinto Hóstio Q. f., um dos vários construtores listados para o templo de Castor e Pólux e Mercúrio em Casilino na Campânia, de acordo com uma inscrição dedicatória datada de 105 a.C.[8]
- Caio Hóstio L. f., enterrado em Roma, em um túmulo datado do primeiro século a.C., junto com Tito Perperna Quadra, um mestre de escribas.[9]
- Caio Hóstio Secundo, nomeado em uma inscrição do primeiro século a.C. de Casilino, junto com Tito Pompênio Crisógono e Caio Hóstio Suavis.[10]
- Caio Hóstio Suavis, nomeado em uma inscrição do primeiro século a.C. de Casilino, junto com Tito Pompênio Crisógono e Caio Hóstio Secundo.[10]
- Caio Hóstio M. l. Hérmia, um liberto, foi um dos construtores de uma parede no templo de Juno em Casilino em 71 a.C.[11]
- Caio Hóstio C. l. Pânfilo, um liberto e médico, dedicou um sepulcro em Roma, datado entre a metade do primeiro século a.C. e o início do primeiro século d.C., para si mesmo, a liberta Nélpia Himnis e sua família.[12]
- Hóstia, de acordo com Apuleio, o verdadeiro nome de Cíntia, a mulher a quem Propércio se dirigiu em toda a sua poesia. Vóssio supôs que ela era filha do poeta Hóstio, enquanto outros estudiosos não estão convencidos, e alguns propuseram que Cynthia era uma figura puramente literária, em vez de uma mulher real.[13][1]
- Marco Hóstio M. l. Bito, um dos muitos libertos nomeados em uma inscrição de Éfeso na Ásia, datada de 35 a.C.[14]
- Hóstia, nomeada em uma inscrição de Volaterras na Etrúria, datada do final do primeiro século a.C. ou do início do primeiro século d.C.[15]
- Hóstia M. M. l. Licninis, uma liberta enterrada em Casilino, em um túmulo dedicado por seu marido, o liberto Marco Hóstio Cerdo, e datado do final do primeiro século a.C. ou do início do primeiro século d.C.[16]
- Marco Hóstio M. l. Cerdo, um liberto, que dedicou um túmulo do final do primeiro século a.C. ou do início do primeiro século em Casilino para sua esposa, a liberta Hóstia Lycninis.[16]
- Quinto Hóstio Q. l. Eros, um liberto inumado em Atella na Campânia, durante o final do primeiro século a.C. ou início do primeiro século d.C.[17]
- Quinto Hóstio Q. f. Capito, um retórico nomeado em uma inscrição de Nemo de Diana no Lácio, datada da primeira metade do primeiro século.[18]
- Caio Hóstio Primigênio, enterrado em Casilino, junto com vários libertos, em um túmulo datado da primeira metade do primeiro século.[19]
- Hóstia M. l. Sóteris, uma liberta nomeada em uma inscrição sepulcral de Roma, datada da primeira metade do primeiro século.[20]
- Caio Hóstio, enterrado em Abelino na Campânia, junto com Caio Túlio Clemente, em um túmulo dedicado por Espédia Clara, e datado do início ou meio do primeiro século.[21]
- Marco Hóstio M. M. l. Eros, um liberto, nomeado junto com o liberto Marco Munácio Dardano, em uma inscrição sepulcral do primeiro século de Putéolos na Campânia.[22]
- Caio Hóstio Mercator, nomeado em uma inscrição sepulcral do primeiro século de Putéolos.[23]
- Hóstia Tique, junto com Quinto Numísio Marítimo, talvez seu marido, dedicou um sepulcro do primeiro ou segundo século em Roma para si mesmos e sua família.[24]
- Hóstia Alce, enterrada em Roma, em um túmulo dedicado por seu tio materno, Nicandro, e datado da segunda metade do primeiro século.[25]
- Hóstia C. f. Propinqua, inumada em Roma, junto com Manlia Propinqua, de sete anos, onze meses e vinte e dois dias, em um cinerário datado entre a metade do primeiro século e o início do segundo.[26]
- Hóstia C. f. Asprila, dedicou um sepulcro familiar do segundo século em Tessalônica na Macedônia para seus pais, Caio Hóstio Félix e Hóstia Prima, e seu irmão, Caio Hóstio Erasto.[27]
- Quinto Hóstio Castiano, enterrado em um túmulo do segundo século em Putéolos, em um túmulo construído por seu irmão e libertos.[28]
- Caio Hóstio C. f. Erasto, enterrado junto com seus pais, Caio Hóstio Félix e Hóstia Prima, em um sepulcro familiar do segundo século em Tessalônica, construído por sua irmã, Hóstia Asprila.[27]
- Caio Hóstio Félix, enterrado junto com sua esposa, Hóstia Prima, e seu filho, Caio Hóstio Erasto, em um sepulcro familiar do segundo século em Tessalônica, construído por sua filha, Hóstia Asprila.[27]
- Caio Hóstio Hélio, dedicou um túmulo do segundo século em Putéolos para seu filho, Caio Hóstio Protógenes.[29]
- Hóstia C. l. Prima, uma liberta enterrada junto com seu marido, Caio Hóstio Félix, e seu filho, Caio Hóstio Erato, em um sepulcro familiar do segundo século em Tessalônica, construído por sua filha, Hóstia Asprila.[27]
- Caio Hóstio C. f. Protógenes, um jovem enterrado em Putéolos, de dezenove anos, em um túmulo do segundo século construído por seu pai, Caio Hóstio Hélio.[29]
- Hóstio Leto dedicou um túmulo em Rúdias na Calábria, datado da segunda metade do segundo século, para sua esposa, Clódia Junix, de cinquenta anos.[30]
- Hóstia Vital, dedicou um túmulo em Casilino, datado entre a metade do segundo século e o final do terceiro, para sua filha, Hóstia Felicíssima.[31]
- Hóstia Felicíssima, enterrada em Casilino, de vinte e quatro anos, oito meses e vinte e um dias, em um túmulo construído por sua mãe, Hóstia Vital, e datado entre a metade do segundo século e o final do terceiro.[31]
- Quinto Hóstio Fortunato, um beneficiário a serviço do governador de Panônia Inferior, fez uma libação em honra de Júpiter Ótimo Máximo em Aquinco, entre o final do segundo século e o meio do terceiro.[32]

### Hóstios sem data
- Hóstia, nomeada junto com Hóstio Filônico em uma inscrição sepulcral de Roma.[33]
- Hóstia, nomeada em uma inscrição sepulcral de Óstia no Lácio.[34]
- Marco Hóstio Antero, um liberto nomeado em uma inscrição sepulcral de Roma.[35]
- Públio Hóstio Festo, junto com sua esposa, Cerênia Grapte, construíram um túmulo em Roma para seu filho, Públio Hóstio Severo.[36]
- Lúcio Hóstio L. l. Gentil, um liberto nomeado em uma inscrição de Fundos no Lácio.[37]
- Hóstia Helena, nomeada em uma inscrição sepulcral de Roma, junto com o turário, ou vendedor de incenso, Lúcio Fênio Primo, talvez seu marido. A inscrição pode ser uma falsificação.[38]
- Décimo Hóstio Heráclida, fez um sacrifício em Óstia.[39]
- Caio Hóstio Hilaro, enterrado em Roma.[40]
- Numério Hóstio Q. l. Nicóstrato, um liberto nomeado em uma inscrição sepulcral de Roma.[41]
- Hóstio Filônico, nomeado junto com Hóstia em uma inscrição sepulcral de Roma.[33]
- Quinto Hóstio Q. f. Polião, nomeado em uma inscrição sepulcral de Alexandria da Trôade na Ásia.[42]
- Marco Hóstio Ɔ. l. Sampsero, um liberto enterrado em um sepulcro familiar em Roma.[43]
- Públio Hóstio P. f. Severo, um jovem enterrado em Roma, de treze anos, dez dias, em um túmulo construído por seus pais, Públio Hóstio Festo e Cerênia Grapte.[36]
- Hóstia Espes, esposa de Públio Hóstio Talo, com quem dedicou um sepulcro em Roma para um de seus filhos e o resto de sua família.[44]
- Hóstia Tertulla, enterrada em Roma, em um túmulo construído por sua mãe, Consia Casta.[45]
- Hóstia Tais, enterrada em Roma, de vinte e oito anos, em um túmulo construído por seu marido, Tibério Cláudio Héracla.[46]
- Públio Hóstio Talo, marido de Hóstia Espes, com quem dedicou um sepulcro em Roma para um de seus filhos e o resto de sua família.[44]